# Irrational Games
Irrational Games è stata un'azienda statunitense produttrice di videogiochi fondata nel 1997 da Ken Levine ed altri 2 ex impiegati della Looking Glass Studios. Nei suoi 17 anni di vita, Irrational si è dedicata allo sviluppo di più progetti anche se il fiore all'occhiello della sua produzione è sempre stato uno: il genere degli sparatutto in prima persona.

## Storia

### La fondazione e la collaborazione con Looking Glass su System Shock 2
Irrational Games nacque nel 1997, dopo che 3 dei dipendenti di Looking Glass Studios, Ken Levine, Jonathan Chey e Robert Fermier lasciarono la compagnia che al momento si trovava al lavoro su Dark Project: L'ombra del ladro. Inizialmente non ingaggiati in nessuno sviluppo, il capo di Looking Glass, Paul Neurath, propose al team di Levine una collaborazione su un gioco che avrebbe fatto la storia: System Shock 2.
Seguito del primo creato interamente da Looking Glass, System Shock 2 venne pubblicato nel 1999 e ricevette un'accoglienza da parte della critica entusiasmante: atmosfera, comparto sonoro e grafico, storia ed originalità furono apprezzate molto. Nonostante l'accoglienza ottima da parte della critica e anche del pubblico, il gioco non vendette quanto sperato e nel giro di un anno arrivò ad appena più di 58,000 copie vendute, portando incassi per poco più di 2,50 milioni di dollari.

### Gli anni 2000: l'acquisizione di Take Two Interactive e la svolta con BioShock
I fondi accumulati però, seppur non elevati, furono investiti immediatamente e nei primi anni 2000, Irrational aprì una filiale a Canberra, in Australia con a capo Jonathan Chey; questo studio si mise al lavoro su un nuovo gioco: Freedom Force, ed un suo seguito Freedom Force vs The 3rd Reich, sviluppati entrambi sotto la supervisione di Levine dagli uffici negli Stati Uniti. I due giochi furono un successo e la critica assegnò ad entrambi loro punteggi elevati. Contemporaneamente gli studi americani di Irrational erano al lavoro su due sparatutto in prima persona: Tribes: Vengeance e SWAT 4, che videro la luce nel 2004 e nel 2005. Entrambi i giochi si dimostrarono dei successi con molti elogi da parte della critica soprattutto per SWAT 4 che offriva un'originale simulazione poliziesca, mai vista prima.
Il 9 gennaio 2006, pochi mesi prima dell'Electronic Entertainment Expo, Irrational Games annuncia di essere stata acquisita da Take Two Interactive, e cambia il suo nome in 2K Boston/2K Australia. È in questa nuova identità che Ken Levine e il suo team pubblicheranno il gioco che li consacrerà come alcuni tra i più grandi sviluppatori di videogiochi: BioShock.
Annunciato proprio durante l'E3 2006, BioShock sarebbe stato l'erede spirituale di System Shock 2; difatti erediterà da quest'ultimo la struttura ibrida sparatutto in prima persona-action RPG. BioShock venne pubblicato nel 2007, il pubblico lo apprezzò in maniera entusiasmante e la critica lo valutò con punteggi elevatissimi: come con il suo antenato spirituale, atmosfera, comparto sonoro e grafico, storia ed originalità furono i perni attorno al quale ruotava il successo e l'essenza stessa di BioShock. A differenza di System Shock 2, però, BioShock si confermerà anche un successo commerciale, con oltre 2 milioni di copie vendute nel giro di 4 mesi, per un totale di incassi oltre i 90 milioni di dollari.

### Gli anni 2010: BioShock Infinite e la chiusura
Nel 2010, 2K Boston/2K Australia decise di tornare a chiamarsi "Irrational Games", e nello stesso anno annunciò Project Icarus, nuovo gioco che Levine stesso definì come "[La cosa] più ambiziosa che sia mai stata fatta [da Irrational Games]". Solo l'anno dopo sarebbe venuto fuori il vero nome del gioco: BioShock Infinite. Infinite sarebbe stato un "BioShock" ma non avrebbe proseguito la trama del primo capitolo, bensì si sarebbe ambientato in un diverso contesto, in una diversa epoca storica; il gameplay però sarebbe rimasto sostanzialmente invariato e correlato alla formula ormai consolidata 14 anni prima con System Shock 2.
Preceduto da tanto entusiasmo e da aspettative elevatissime BioShock Infinite venne pubblicato il 26 marzo 2013, e si confermò all'altezza del primo capitolo riscuotendo voti molto alti da parte della critica specializzata, ed un apprezzamento da parte del pubblico ottimo. Anche le vendite si attestarono su livelli elevati: in poco più di un mese furono vendute oltre 3,7 milioni di copie con incassi superiori ai 165 milioni di dollari.
Quasi un anno dopo il successo di BioShock Infinite, Ken Levine annuncia la chiusura di Irrational Games, spiegando di voler concentrare le proprie forze su un team di sviluppo più piccolo, composto da un massimo di 15 persone, proprio come ai tempi di System Shock 2. Tra le speculazioni su altri possibili motivi della chiusura ve ne sono state alcune, tra cui quella secondo la quale BioShock Infinite fosse costato troppo, raggiungendo il budget di 200 milioni di dollari; tuttavia lo stesso Levine disse che la notizia era falsa e che Infinite non si avvicinava nemmeno lontanamente ad una cifra così spaventosamente alta. Altre furono le speculazioni su un possibile fallimento finanziario di Irrational Games, che però secondo gli esperti non trovavano un fondo di verità data la salute finanziaria dell'azienda (a maggior ragione BioShock Infinite in quel periodo aveva ormai raggiunto le 6,5 milioni di copie vendute). Secondo alcune dubbie fonti, invece, la situazione appariva pressoché surreale: Take Two Interactive avrebbe deliberatamente "eliminato" Irrational Games, e per salvare la propria reputazione avrebbe scaricato la responsabilità su Ken Levine.
Pochi giorni dopo la chiusura di Irrational, altre aziende tra le quali Guerrilla Games hanno iniziato ad interessarsi e ad assumere gli ex-dipendenti del team, rimasti senza lavoro.

## Eredità videoludica
Oltre ai molti premi vinti dai giochi sviluppati da Irrational Games, in aggiunta al successo tra la critica e il pubblico, l'impatto che essi hanno lasciato nel tempo e in altri titoli è stato certamente rilevante. Difatti IGN, per esempio, ha pubblicato la lista dei 100 migliori sparatutto in prima persona, nella quale figurano ben 4 titoli di Irrational: System Shock 2 alla 35ª posizione, SWAT 4 alla 34ª posizione, BioShock Infinite alla 31ª posizione ed infine BioShock all'8ª posizione.
Menzione speciale va fatta per System Shock 2 che è riuscito addirittura ad entrare anche nella lista dei 100 migliori videogiochi di ruolo, sempre redatta da IGN, dove il gioco si è guadagnato la 19ª posizione, grazie alla sua forte componente action RPG; ponendosi davanti a titoli come Diablo III, Baldur's Gate e Mass Effect 2.

### Videogiochi sviluppati
- System Shock 2
- Freedom Force
- Tribes: Vengeance
- Freedom Force vs The 3rd Reich
- SWAT 4
- SWAT 4: The Stetchkov Syndicate
- BioShock
- BioShock Infinite